# Patagornis
Patagornis (letterlijk: 'vogel van Patagonië') is een geslacht van uitgestorven vogels uit de familie schrikvogels (Phorusrhacidae). Het leefde van het begin tot het midden van het Mioceen (ongeveer 15 tot 11 miljoen jaar geleden), in het gebied van het huidige Argentinië.
De typesoort Patagornis marshi is vooralsnog de enige soort in dit geslacht.

## Ontdekking en Naamgeving
Patagornis is het eerst ontdekte geslacht van de onderfamilie Patagornithinae. Het werd voor het eerst benoemd en beschreven in 1891 door Moreno en Mercerat.

## Beschrijving
Patagornis leek erg op Andalgalornis, een ander lid van de onderfamilie Patagornithinae, qua grootte en gewicht. Andalgalornis was echter licht groter. De diameter van de beenbotten was ongeveer 15% groter dan bij de nog levende nandoe. De rughoogte was echter ongeveer dezelfde met 90–100 cm. De schattingen van het gewicht lopen uiteen: 45 à 50 kg of maar 23 kg.
De loopsnelheid van vogels wordt bepaald door de verhouding tussen de twee beenbotten tibiotarsus en tarsometatarsus en door hun sterkte. Bij Patagornis bedraagt deze verhouding bijna 70%. Dit toont aan dat het geslacht redelijk snel en beweegelijk was. Onderzoek uit 2005 wees dan ook uit dat het dier een maximale snelheid had van 50 km/h, ongeveer even snel als de nog levende nandoe.
De voorste rand van de fenestra antorbitalis van Patagornis is matig hellend, terwijl hij bij Andrewsornis sterk hellend en bij Andalgalornis slechts licht hellend is. Alvarenga & Hofling beschrijven het dorsale gedeelte van de neusgaten als 'erg opvallend'. De symphysis mandibulae is licht gebogen. De top (apex) is niet verheven.